# クリッターズ (アメリカのバンド)
クリッターズ（The  Critters）は、1960年代にいくつかのヒットを記録したアメリカのポップグループであり、特に1966年のアメリカとカナダのトップ20ヒットである 「Mr. Dieingly Sad」が有名。

## 概要
このグループは、1964年に米国ニュージャージー州プレインフィールドで結成された。シンガー/ギタリストのドン・チッコーネ(1946年2月28日 - 2016年10月8日) が、彼の友人であるサックス奏者のボブ・ポドスタウスキーがメンバーであったバンドを見に行ったときに結成された。このローカル・グループは、ジミー・ライアン (リード ギター)、ケン・ゴルカ (ベース)、ジャック・デッカー (ドラム)、クリス・ダーウェイ (キーボード) とポドスタウスキーで構成されるヴィブラトーンズであった。 チッコーネはグループに感銘を受け、ポドスタウスキーに彼らとのオーディションを手配できるかどうか尋ねた。グループは、チッコーネの演奏能力と、彼が曲も書いたという事実に魅了を感じた。チッコーネは、動物のような同様のバンド名をエミュレートして、自分たちの名前を「クリッターズ」に変更するグループに参加するように依頼された。
クリッターズはもともと、1964年に「I'm Gonna Give」に裏打ちされた最初のリリース「Georgianna」をプロデュースしたジミー・ラドクリフによってMusicor Recordsと契約された。彼らは最終的にKapp Recordsと契約し、1965 年にジョン・セバスチャンの曲「Younger Girl」を最初のリリースとして録音した。この曲は、プロデューサー「アーチー・リップ」によってバンド用に選ばれた。しかし、チッコーネ、ライアン、ポドスタウスキーはすべてビラノバ大学に合格したため、レコーディングは1965年後半まで完成しなかった。 「ヤンガー・ガール」は1966年初頭にマイナー・ポップ・ヒットとなり、その年の7月には全英シングル・チャートで38位になった。これに続いて、同じくリップがプロデュースしたチッコーネの曲「ミスター・ダイイングリー・サッド」が続き、はその年の後半に 17 位に達し、「Bad Misunderstanding」は1966年にはさらに55位に達した。このグループは、1967年に「Don't Let the Rain Fall Down on Me」で39位で最後のチャート・ヒットを記録した。 「ヤンガー・ガール」と「ミスター・ダイイングリー・サッド」がそれぞれのチャートで成功を収めるまでに、チッコーネは主にベトナム戦争と当時のドラフト状態のためにグループを去っていた。彼はアメリカ空軍に入隊することを決め、そこに4年間留まることになった。
数枚のシングルと1枚のアルバム (『ヤンガー・ガール』) をレコーディングした後、ポドスタウスキーとデッカーも軍隊に加わり、ダーウェイが美術大学に進学したときに元のバンドは解散した。ライアンとゴルカはその後しばらく新しいメンバーでグループを維持しようとし、さらに2枚のアルバム (Touch 'n Go With The CrittersとCritters) をリリースした。
その後、ライアンはスタジオ・ギタリストとして働く前に、カーリー・サイモンとレコーディングとツアーを行った。チッコーネはフォー・シーズンズに参加し、フランキー・ヴァリ・アンド・ザ・フォー・シーズンズ (1973–81) のメンバーだった。彼はギター、ベースを演奏し、フォーシーズンズの曲「1963年12月 (あのすばらしき夜)」のリードボーカルを歌い、後にベーシストとしてトミー・ジェイムズとションデルズと一緒にツアーをした。
ゴルカは、グリニッジ・ヴィレッジにあるThe Bitter Endのブッキング・エージェント兼共同所有者になった。彼は2015年3月20日に68歳でこの世を去った。
チッコーネは 2016年10月8日に心臓発作で70歳で亡くなった。
ダーウェイは、1970年代後半にフィラデルフィア地域で人気のあるグループであるジャニーズ・ダンス・バンドを結成し、続いてチェット・ボーリンズ・バンドを結成した。
ニュージャージー州マウンテンサイドのカート・シャナマンは、1967年のツアーとスタジオでドラムを担当した。
2007年、チッコーネがアルバート・ミラー、レニー・ロッコ、ミルト・コスターを含むバンド、スキージックスへの参加を求められたとき、クリッターズは再結成された。彼らのレパートリーには、チッコーネが関わったすべてのバンドのクラシック・ヒット曲 (わずかにタイトルが変更された「Mr. Dyingly Sad」を含む) と、オリジナルおよびカバーの素材が含まれていた。バンドは主にフロリダのトレジャーコーストで演奏した。クリッターズは、最新の "Mr. Dyingly Sad" と新しいバージョンの "Younger Girl" を含む新しいアルバムTime Piecesを録音した。バンドは2013年夏に解散を発表。

## ディスコグラフィー

### セレクティブ・シングル
| 題名                               | 年     | ピーク位置 | ピーク位置 | アルバム               |
| 題名                               | 年     | 米国       | イギリス   | アルバム               |
| ---------------------------------- | ------ | ---------- | ---------- | ---------------------- |
| Younger Girl                       | 1966年 | 42         | 38         | Younger Girl (1966)    |
| Mr. Dieingly Sad                   | 1966年 | 17         | —          | Younger Girl (1966)    |
| Bad Misunderstand ing              | 1966年 | 55         | —          | アルバム未収録シングル |
| Marryin' Kind of Love              | 1967年 | 111        | —          | アルバム未収録シングル |
| Don't Let the Rain Fall Down on Me | 1967年 | 39         | —          | アルバム未収録シングル |
| Little Girl                        | 1967年 | 113        | —          | アルバム未収録シングル |

### アルバム
- ヤンガー・ガール (1966)
- タッチ・アンド・ゴー・ウィズ・ザ・クリッターズ (1968)
- 栄光のクリッターズ (1969)
- Timepieses (2011)